# 神経科学

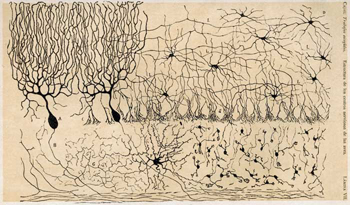
ラモン・イ・カハールによるニワトリ小脳の神経細胞のスケッチ

神経科学（しんけいかがく、英語: neuroscience）とは、神経系に関する研究を行う自然科学の一分野である。研究の対象として、神経系の構造、機能、発達、遺伝学、生化学、生理学、薬理学、栄養学および病理学などがある。この分野は生物学の一部門であるが、近年になって生物学のみならず心理学、コンピュータ科学、統計学、物理学、医学など多様な学問分野からの注目を集めるようになった。研究者数の増加も目覚しい。神経科学者の用いる研究手法は近年大幅に増加しており、単一の神経細胞やそれらを構成する物質の組成・動態を調べるものから、思考中の脳内の活動を可視化する技術まで多岐に渡る。
神経科学は脳と心の研究の最先端に位置する。神経系の研究は、人間がどのように外界を知覚し、またそれと相互作用するのかを理解するための基盤となりつつある。
2012年にニューヨーク大学の心理学教授ゲイリー・マルクス氏は「神経科学という学問には様々な方法論的課題が残っている」、「新聞で一面に大きく記載される様な研究はほとんど出鱈目であり、一流の神経科学者たちの研究は世間の注目を集めることはあまりない」と注意した。

## 概要

神経細胞のイラスト。dendrite:樹状突起、soma(cell body):細胞体、axon:軸索、Schwann cell:髄鞘の実体である細胞、Node of Ranvier:ランヴィエの絞輪

成人男性の脳をMRIによって可視化したもの

神経系は神経細胞のネットワークとそれをサポートする細胞群（グリア細胞など）から成る。神経細胞はその集合として機能的な回路を形成しており、個々の回路は個体の行動やふるまいに必要な特定の機能を担うと考えられている。このため、神経科学は様々な異なるレベルでの研究が可能であり、分子レベルから細胞、システム、また認知機能のレベルまで多様な研究が行われている。（グリアも信号伝達をすることがわかってきており、したがって神経細胞のみを重視する言い方である「神経科学」(neuroscience)という呼び名はあまり正確ではなかったという意見もある）。
分子レベルにおける神経科学の研究対象には、個々の細胞がどのように分子シグナルを発現しまた反応するか、あるいはどのような分子シグナルによって軸索がその複雑な接続パターンを形成するか、などがある。このレベルでは、分子生物学や遺伝学に由来する研究手法が応用され、神経細胞がどのように発達し死んでいくか、遺伝子の発現がどのように細胞の生物的な機能に影響するのかが調べられている。
細胞レベルにおいては、その基本的な研究対象として神経細胞が生理学的また電気化学的にどのように信号処理を行っているのか、そのメカニズムを探ることが挙げられる。細胞内の樹状突起や細胞体、軸索における信号処理や、また神経伝達物質や電気的なチャネルを通じて他の細胞から伝わった信号が細胞内でどのように処理されるのかについての研究が行われている。
システムレベルにおいての研究（システム神経科学）では、神経回路が解剖学的また生理学的にどうやって形成されるか、またそれらがどのように働くことで反射や知覚、感覚系の統合、運動制御、学習や記憶などの生理学的な機能が実現されているのかが研究の対象となっている。別の言い方をすれば、システム神経科学者は動物のふるまい・行動を生み出す神経基盤、またそのメカニズムを探ろうとしている。たとえば、システムレベルの研究ではそれぞれ個々の知覚や運動様式、あるいはそれらに共通するメカニズムを研究対象とする：視覚はどのように働いているのか？　鳥はどうやって新しい歌を覚えるのか？　コウモリは超音波を用いてどのように自分の位置を知ることが出来るのか？　神経系はどうやって情報をコードしているのか？
認知レベルにおいての研究（認知神経科学）では、神経回路がどのように心理・認知機能を生み出すのかが研究の対象となっている。近年、ニューロイメージング（例：fMRI、ポジトロン断層法 (PET)、単一光子放射断層撮影 (SPECT)、近赤外線分光法 (NIRS) ）や電気生理学、経頭蓋磁気刺激法 (TMS)、ヒトの遺伝子解析などの強力な研究手段が発達してきたことにより、神経科学者（特にこのレベルの科学者を認知脳科学者とも言う）はヒトの認知や感情などのより抽象的な機能がどのような神経回路によって担われているかということについて研究を行うことが出来るようになった。従来は科学的に還元不可能と考える研究者さえいた多くの複雑な精神的なプロセスが神経活動と強固に結びついていることが解明されつつある。
最近の傾向として、神経科学は社会科学の諸分野とも関連を持ちはじめ、新たな学際分野として神経経済学、決定理論、社会神経科学などが発展しつつある。これらの分野は、脳と社会環境の相互作用などのより複雑な問題を扱う。
神経学 (Neurology)(神経病理学、神経内科学とも) や精神医学 (Psychiatry) は医学上の専門分野であり、学究的な研究の世界では、特に疾病を対象とした神経科学の一分野とみなされている。これらの単語はまた臨床医学上の分類でもある。神経学は脳梗塞や筋萎縮性側索硬化症 (ALS) などの中枢及び末梢神経系における疾病を扱うのに対し、精神医学は主に精神障害を対象とする。両者の境界は近年ぼやけてきており、どちらを専門とする医師も通常は両方の訓練を受ける。神経学も精神医学も神経科学の基礎研究に深く関与し、また影響を受けている。

## 神経科学の主な研究分野
現在の神経科学研究は非常に大雑把にまとめると以下のように分類することが出来る。この分類は、実験対象とそのスケール、また研究手法を元にしたものである。個々の神経科学者は、しばしばこれらのうちの複数の領域をまたいで研究を行っている。
| 領域                   | 主な研究対象と考え方 | 実験的・理論的研究手法 |
| ---------------------- | --- | --- |
| 分子及び細胞神経科学   | イオンチャネル、シナプス、活動電位、神経伝達物質、神経生物学、長期増強、長期抑圧                                                                               | PCR、免疫組織化学、パッチクランプ法、分子クローニング、遺伝子ノックアウト、生化学アッセイ、連鎖解析、カルシウムイメージング、2光子顕微鏡、高速液体クロマトグラフィー (HPLC)、狂犬病ウイルス        |
| システム神経科学       | 感覚（視覚、聴覚、嗅覚、味覚、体性感覚）、パターン認識、感覚統合、神経コーディング、痛み、自発および誘発電位、色覚、運動系、睡眠、覚醒、恒常性、運動学習、注意 | 単一細胞電位記録、内因性信号イメージング、微小刺激法、電位感受性色素、fMRI、パッチクランプ、ゲノミクス、覚醒動物の訓練、局所（場）電位、ROC、皮質コーディング、カルシウムイメージング、2光子顕微鏡 |
| 認知神経科学           | 注意、行動遺伝学、意思決定、感情、言語、神経言語学、記憶、動機付け、認知、神経心理学、性的行動、社会神経科学、意識に相関した脳活動                             | 計量心理学、脳波 (EEG)、脳磁図 (MEG)、fMRI、ポジトロン断層法 (PET)、拡散テンソル画像(DTI)、SPECT、単一細胞電位記録、経頭蓋磁気刺激法 (TMS)                                                         |
| 発達神経科学           | 軸索誘導、神経堤、成長因子、成長錐、神経筋接合、細胞増殖、細胞分化、アポトーシス、シナプス形成、運動分化、傷害と回復                                           | アフリカツメガエル、たんぱく質化学、ゲノミクス、ショウジョウバエ、Hox遺伝子 |
| 行動神経科学           | 生理心理学、精神物理学、概日周期、神経内分泌学、薬／アルコールの作用                                                                                           | 動物モデル、In situ ハイブリダイゼーション、fMRI、免疫組織染色、機能的ゲノミクス、PET、EEG、MEG |
| 計算および理論神経科学 | ホジキン・ハクスレー方程式、ケーブル理論、ニューラルネットワーク(ヘブ学習)、パターン認識、自己組織化                                                           | マルコフ連鎖モンテカルロ法、統計学、NEURONシミュレータ(Genesisシミュレータ) |
| 疾病と加齢の神経科学   | 末梢神経障害、脊椎損傷、自律神経系、統合失調症、鬱、不安、アルツハイマー病、パーキンソン病、依存症、記憶傷害、自閉症                                           | 臨床実験、神経薬理学、脳深部刺激、脳神経外科 |
| 神経工学               | 脳・コンピュータインターフェース (BCI)、ニューロプロスセティックス                                                                                             | |
| 栄養神経科学           | en:Nutritional neuroscience | |